# 몬세라트 수도원

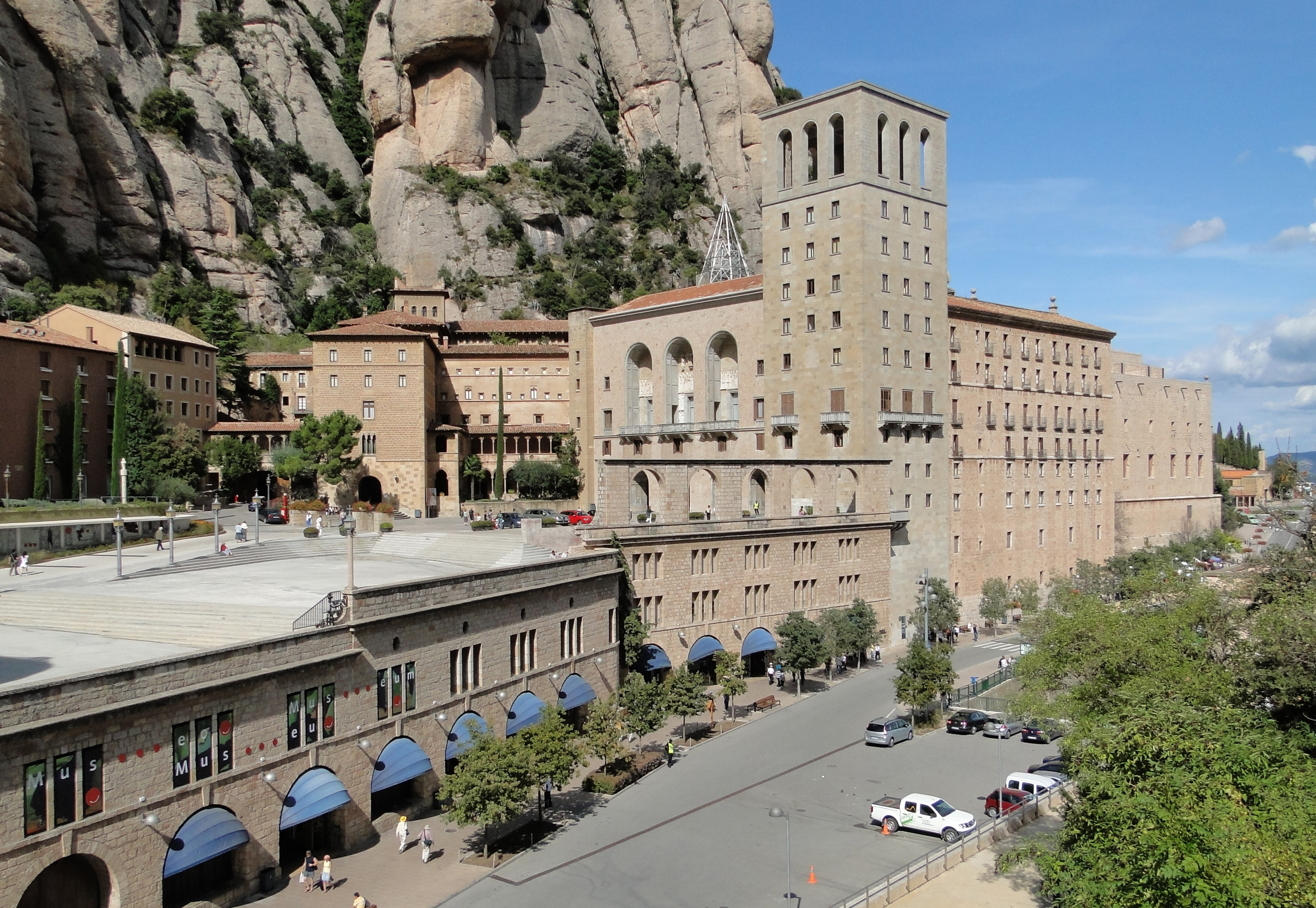
몬세라트 수도원

몬세라트 수도원(카탈루냐어: Monasterio de Montserrat, 스페인어: Monasterio de Montserrat)은 스페인 카탈루냐 지방 몬세라트에 있는 수도원이다. 프란치스코 교황이 방문할 만큼 유명하다. 성당 안에 검은 성모마리아상이 유명하다.